# Miré (Maine-et-Loire)
Pour les articles homonymes, voir Miré.
Miré est une commune française située dans le département de Maine-et-Loire, en région Pays de la Loire.

## Géographie

### Localisation
La commune se trouve dans la partie orientale du Segréen, dans le nord du département en limite de celui de la Mayenne, sur les routes D 29 (Morannes-sur-Sarthe), D 768 (Contigné) et D 78 (Sœurdres).

### Communes limitrophes
| Bierné-les-Villages (Mayenne) |      | Saint-Denis-d'Anjou (Mayenne) |
|                               | Miré |                               |
| Les Hauts-d'Anjou             |      | Morannes sur Sarthe-Daumeray  |

### Climat
Pour des articles plus généraux, voir Climat des Pays de la Loire et Climat de Maine-et-Loire.
En 2010, le climat de la commune est de type climat océanique altéré, selon une étude du CNRS s'appuyant sur une série de données couvrant la période 1971-2000. En 2020, Météo-France publie une typologie des climats de la France métropolitaine dans laquelle la commune est exposée à un climat océanique et est dans la région climatique Moyenne vallée de la Loire, caractérisée par une bonne insolation (1 850 h/an) et un été peu pluvieux.
Pour la période 1971-2000, la température annuelle moyenne est de 11,7 °C, avec une amplitude thermique annuelle de 13,9 °C. Le cumul annuel moyen de précipitations est de 686 mm, avec 11,6 jours de précipitations en janvier et 6,2 jours en juillet. Pour la période 1991-2020, la température moyenne annuelle observée sur la station météorologique de Météo-France la plus proche, sur la commune de Coudray à 12 km à vol d'oiseau, est de 12,2 °C et le cumul annuel moyen de précipitations est de 718,4 mm,. Pour l'avenir, les paramètres climatiques de la commune estimés pour 2050 selon différents scénarios d'émission de gaz à effet de serre sont consultables sur un site dédié publié par Météo-France en novembre 2022.

## Urbanisme

### Typologie
Au 1er janvier 2024, Miré est catégorisée commune rurale à habitat dispersé, selon la nouvelle grille communale de densité à sept niveaux définie par l'Insee en 2022.
Elle est située hors unité urbaine. Par ailleurs la commune fait partie de l'aire d'attraction de Sablé-sur-Sarthe, dont elle est une commune de la couronne,. Cette aire, qui regroupe 39 communes, est catégorisée dans les aires de moins de 50 000 habitants,.

## Toponymie et héraldique

### Toponymie
Mairiacus villa in pago Andegavensi en 836 et 845, Miri en 1064.

### Héraldique
| Blason à dessiner | Blason  | Parti: au 1er d'argent à trois barres de sable, au 2e de gueules à trois écus d'or. |
| Blason à dessiner | Détails | Le statut officiel du blason reste à déterminer.                                    |

## Histoire
Présence d'un dolmen, le dolmen de la Maison des Fées, vestige d'une occupation préhistorique.

## Politique et administration

### Administration municipale
| Période                                  | Période                       | Identité                  | Étiquette | Qualité                   |
| ---------------------------------------- | ----------------------------- | ------------------------- | --------- | ------------------------- |
| ?                                        | 13 vendémiaire an III (décès) | Marin Manguin             |           |                           |
| 1805                                     | 1830                          | Armand-Jean Bernard       |           | Propriétaire              |
| 7 avril 1815                             |                               | Paul Hocquedé             |           |                           |
| 12 juillet 1815                          |                               | A.-J. Bernard             |           |                           |
| 1830                                     |                               | Toussaint Guérin          |           |                           |
| 1834                                     |                               | René Herrouet             |           |                           |
| 1839                                     |                               | Auguste Briand            |           |                           |
| 1871                                     |                               | René Theulier             |           |                           |
| 1874                                     |                               | Gustave de Rouffigny      |           |                           |
| 1881                                     |                               | René Theulier             |           |                           |
| 1884                                     |                               | G. de Rouffigny           |           |                           |
| 1888                                     |                               | Alphonse de Moulins       |           |                           |
| 1900                                     |                               | Julien Peltier            |           |                           |
| 1904                                     |                               | Louis Pagerie             |           |                           |
| 1925                                     |                               | Gust. Ernault de Moulins  |           |                           |
| 1935                                     |                               | Louis Blanchouin          |           |                           |
| 1947                                     |                               | Raymond Roinard           |           |                           |
| mars 2001                                | mars 2008                     | Louis Bodereau            |           |                           |
| mars 2008                                | mai 2020                      | Jean-Claude David         |           | Retraité expert-comptable |
| mai 2020                                 | En cours (au 29 mai 2020)     | Brigitte Olignon-Guirriec |           |                           |
| Les données manquantes sont à compléter. |                               |                           |           |                           |

### Intercommunalité
La commune est membre en 2016 de la communauté de communes du Haut-Anjou, elle même membre du syndicat mixte Pays de l'Anjou bleu, Pays segréen.
À la suite de la mise en application du schéma départemental de coopération intercommunale de Maine-et-Loire approuvé le 22 janvier 2016 par la commission départementale de coopération intercommunale, Miré devient membre le 1er janvier 2017 de la communauté de communes des Vallées du Haut-Anjou.

## Population et société

### Démographie

#### Évolution démographique
L'évolution du nombre d'habitants est connue à travers les recensements de la population effectués dans la commune depuis 1793. Pour les communes de moins de 10 000 habitants, une enquête de recensement portant sur toute la population est réalisée tous les cinq ans, les populations de référence des années intermédiaires étant quant à elles estimées par interpolation ou extrapolation. Pour la commune, le premier recensement exhaustif entrant dans le cadre du nouveau dispositif a été réalisé en 2006.

En 2022, la commune comptait 1 050 habitants, en évolution de +6,17 % par rapport à 2016 (Maine-et-Loire : +2,12 %, France hors Mayotte : +2,11 %).
| 1793 | 1800 | 1806 | 1821 | 1831 | 1836 | 1841 | 1846 | 1851  |
| ---- | ---- | ---- | ---- | ---- | ---- | ---- | ---- | ----- |
| 860  | 633  | 840  | 938  | 925  | 928  | 951  | 991  | 1 031 |

| 1856 | 1861 | 1866 | 1872 | 1876 | 1881 | 1886 | 1891 | 1896 |
| ---- | ---- | ---- | ---- | ---- | ---- | ---- | ---- | ---- |
| 956  | 968  | 972  | 944  | 915  | 866  | 867  | 849  | 805  |

| 1901 | 1906 | 1911 | 1921 | 1926 | 1931 | 1936 | 1946 | 1954 |
| ---- | ---- | ---- | ---- | ---- | ---- | ---- | ---- | ---- |
| 794  | 786  | 734  | 612  | 631  | 632  | 629  | 590  | 603  |

| 1962 | 1968 | 1975 | 1982  | 1990 | 1999 | 2006 | 2011  | 2016 |
| ---- | ---- | ---- | ----- | ---- | ---- | ---- | ----- | ---- |
| 644  | 741  | 961  | 1 035 | 958  | 969  | 960  | 1 046 | 989  |

| 2021  | 2022  | - | - | - | - | - | - | - |
| ----- | ----- | - | - | - | - | - | - | - |
| 1 024 | 1 050 | - | - | - | - | - | - | - |

#### Pyramide des âges
En 2018, le taux de personnes d'un âge inférieur à 30 ans s'élève à 31,9 %, soit en dessous de la moyenne départementale (37,2 %). À l'inverse, le taux de personnes d'âge supérieur à 60 ans est de 30,7 % la même année, alors qu'il est de 25,6 % au niveau départemental.
En 2018, la commune comptait 454 hommes pour 520 femmes, soit un taux de 53,39 % de femmes, largement supérieur au taux départemental (51,37 %).
Les pyramides des âges de la commune et du département s'établissent comme suit.
| Hommes | Classe d’âge | Femmes |
| ------ | ------------ | ------ |
| 1,3    | 90 ou +      | 6,4    |
| 10,5   | 75-89 ans    | 14,4   |
| 13,5   | 60-74 ans    | 14,6   |
| 21,1   | 45-59 ans    | 16,3   |
| 18,6   | 30-44 ans    | 19,2   |
| 12,9   | 15-29 ans    | 10,8   |
| 22,0   | 0-14 ans     | 18,3   |

| Hommes | Classe d’âge | Femmes |
| ------ | ------------ | ------ |
| 0,9    | 90 ou +      | 2,1    |
| 7      | 75-89 ans    | 9,5    |
| 16,2   | 60-74 ans    | 16,9   |
| 19,4   | 45-59 ans    | 18,7   |
| 18,2   | 30-44 ans    | 17,5   |
| 18,8   | 15-29 ans    | 17,6   |
| 19,5   | 0-14 ans     | 17,6   |

## Économie

### Revenus de la population et fiscalité
Le revenu fiscal médian par ménage est en 2010 de 15 163 €, pour une moyenne sur le département de 17 632 €.
En 2009, 39 % des foyers fiscaux sont imposables, pour 51 % sur le département.

### Tissu économique
Sur 83 établissements présents sur la commune à fin 2010, 36 % relèvent du secteur de l'agriculture (pour une moyenne de 17 % sur le département), 11 % du secteur de l'industrie, 6 % du secteur de la construction, 35 % de celui du commerce et des services et 12 % du secteur de l'administration et de la santé. Cinq ans plus tard, en 2015, sur les 91 établissements présents, 27 % relèvent du secteur de l'agriculture (pour une moyenne de 11 % sur le département), 7 % du secteur de l'industrie, 3 % de celui de la construction, 46 % du secteur du commerce et des services et 16 % de celui de l'administration et de la santé.

## Culture locale et patrimoine

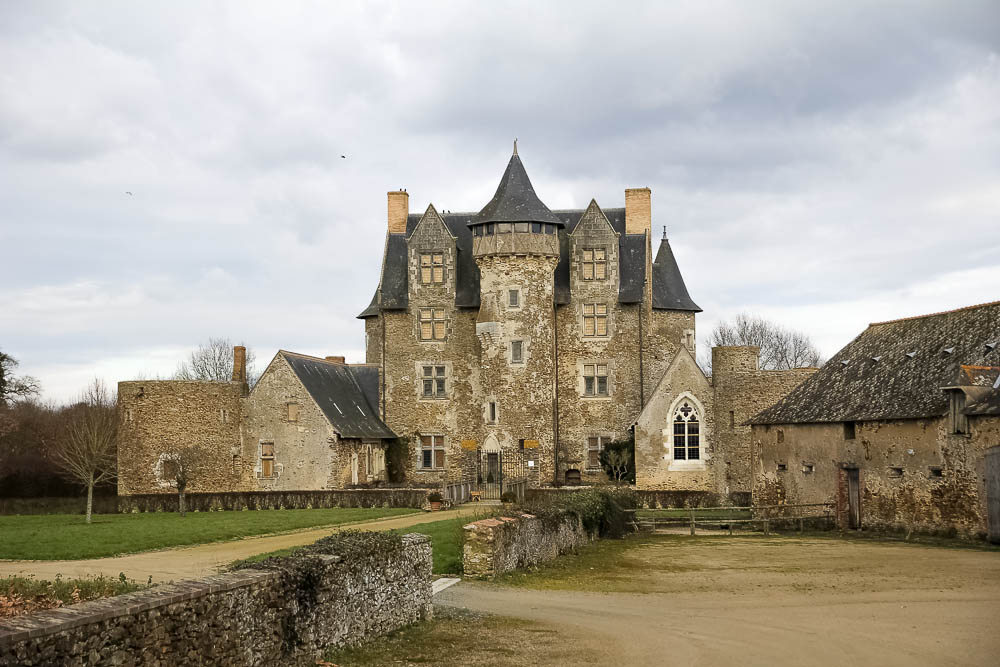
Le château de Vaux.

### Lieux et monuments
- Château de Vaux.
- Château du Port de Miré.
- Dolmen de la Maison des Fées.
- Église Saint-Mélaine.
- Logis de Crémaillé la Roche.
- Manoir de Mergot (XVe siècle).
- Manoir de Longchamp, construit peu après 1340. Grande salle de plain-pied entourée par des appentis sur les quatre côtés[31].

### Personnalités liées à la commune
- Bernard-Armand-Jean de Bernard du Port , maire de 1805 à 1830, émigré et chef chouan.